# Finnskog

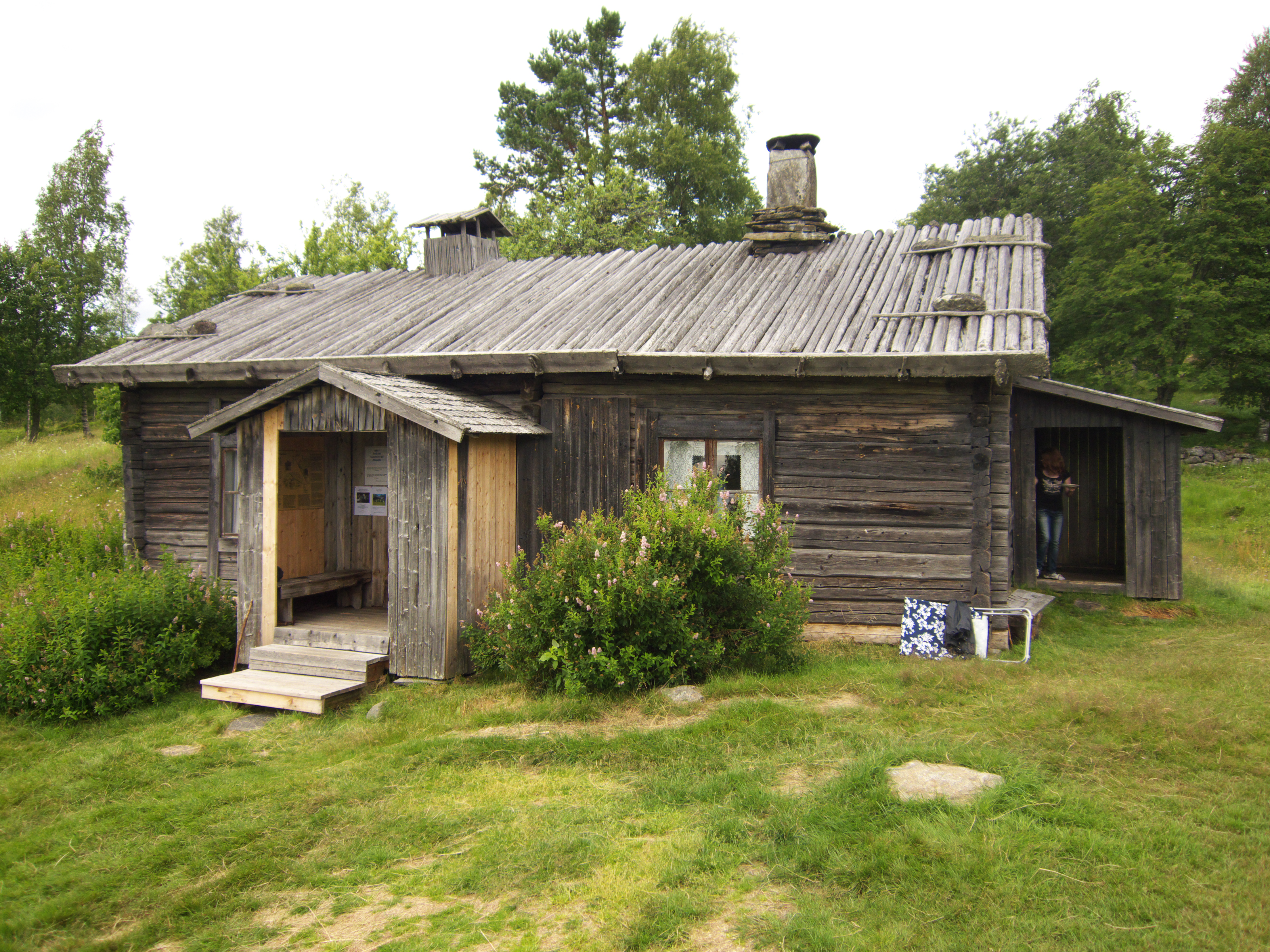
Ritamäki finngård i Lekvattnets socken, den sist bebodda rökstugan i finnskogen.

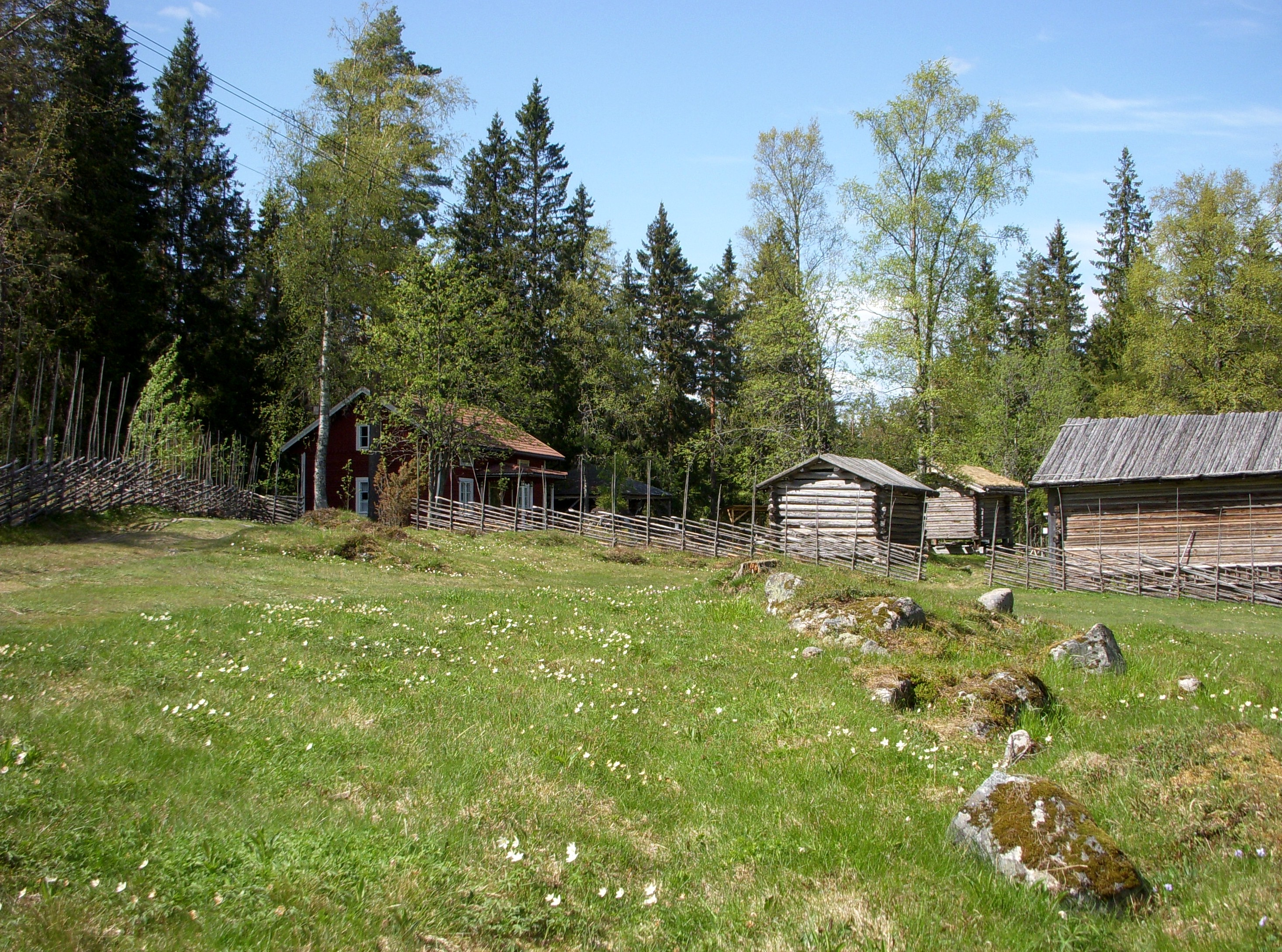
Finngammelgården i Skattlösberg, en hembygdsgård som visar den skogsfinska byggnadskulturen.

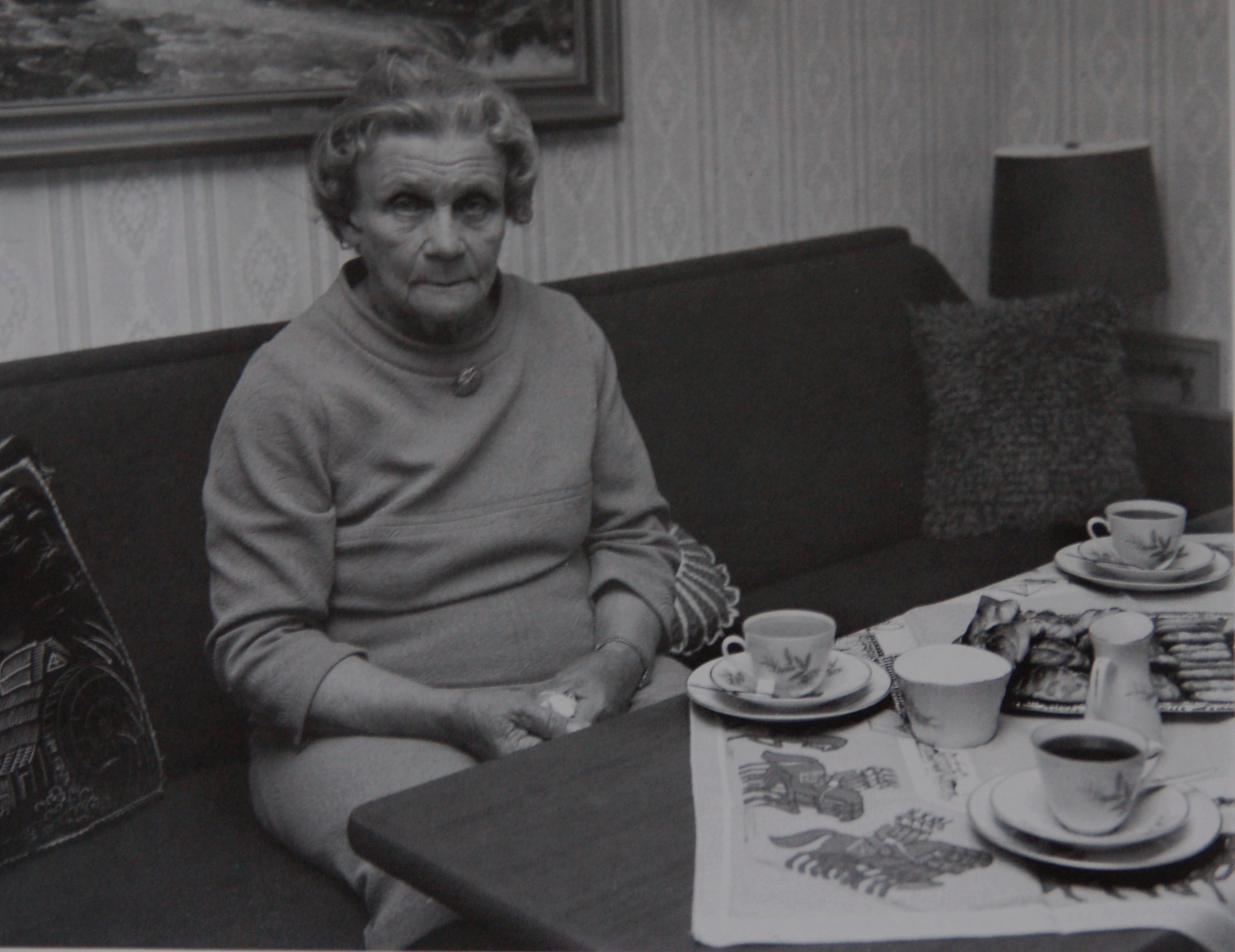
Alma Gustavsson, född 1896 på Heinaho, Södra Viggen, Nyskoga socken, var en av de sista värmlandsfinnarna att tala finska språket. Hon dog på 1980-talet.

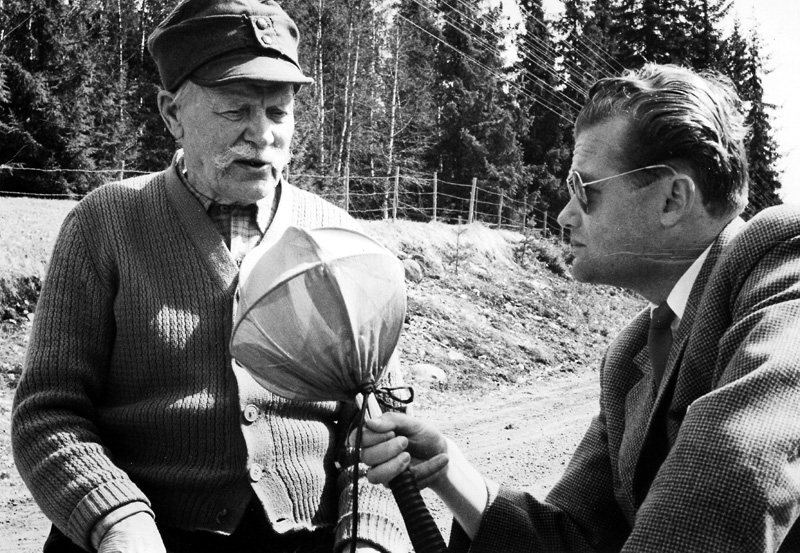
Intervju med Johannes Johansson Oinonen, Nitaho-Jussi, 1957. Nitaho-Jussi, som dog 1965, anses vara en av de sista finsktalande skogsfinnarna.

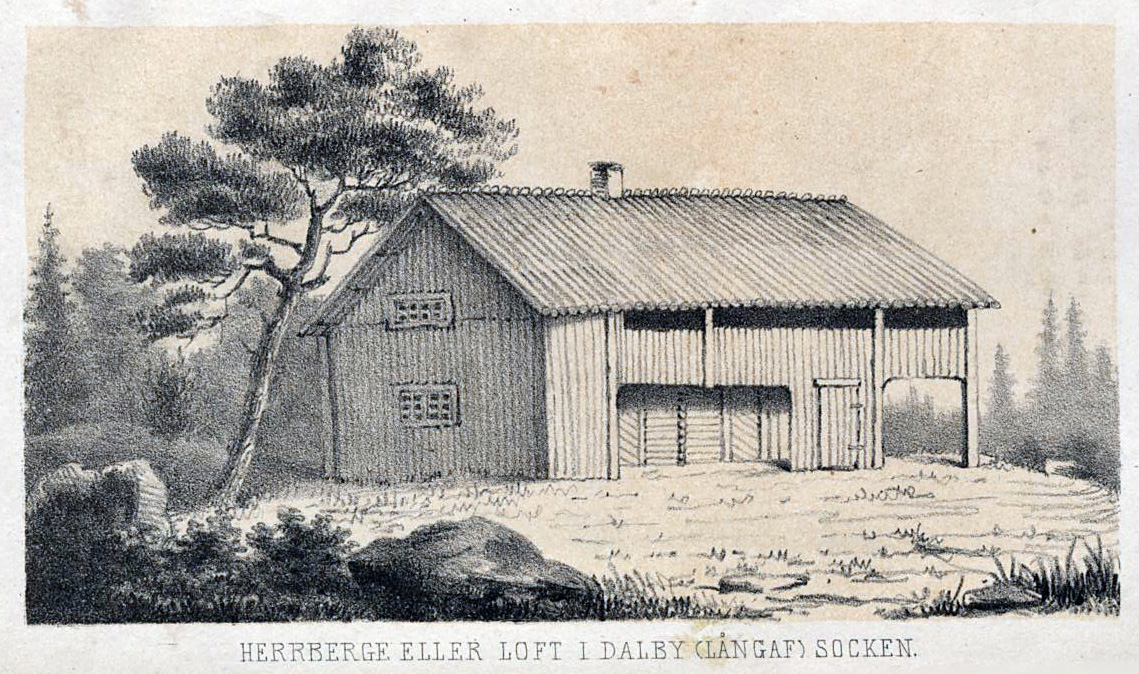
Loft i Dalby socken, Värmland. Teckning 1852.

Finnskog eller finnmark används som begrepp för de ofta ganska otillgängliga skogbevuxna områden i mellersta Sverige och sydöstra Norge som skogsfinnar (svedjefinnar) befolkade på 1600-talets början. Svedjebruket fordrade storvuxen och tillgänglig skog, vilket förekom i stor mängd i obebodda gränstrakter där marken ännu var obruten.

## Bakgrund
Genom skattefrihet under sex år underlättades etableringen och den permanenta bosättningen av skogsmarkerna som eftersträvades blev därmed möjlig. Till detta hör att det i en del finnmarker, som Ramsberg och Ljusnarsberg, började bedrivas bergsbruk. Att sedan svedjebruket förbjöds när bergsbruket behövde skogen för kolning påverkade inte de etableringar som redan skett.
Det sista finskspråkiga området var norra Värmland, bland annat Norra Finnskoga, Södra Finnskoga, Lekvattnet och Östmark. Skogsarbetaren, målaren och vandraren Nitaho-Jussi, Johannes Johansson Oinoinen, som dog 1965, fick Finlands Lejons orden av presidenten Urho Kekkonen som symbol för de sista 15 då ännu finsktalande i Värmlands finnmarker.

## Finnskogsområden
De huvudsakliga sammanhängande områdena med finnbosättningar i Sverige och Norge:
- Västra och norra Värmland samt östra Hedmark
- Sydvästra Värmland, sydligaste Hedmark och östra Akershus
- Bergslagen, med intilliggande delar av Västerdalarna och östra Värmland
- Östra Dalarna, Västra Gästrikland och Sydvästra Hälsingland
- Västra Hälsingland och nordöstra Dalarna
- Norra Hälsingland och södra Medelpad
- Södra Ångermanland
- Tiveden och sydvästra Närke (tidiga bosättningar)
- Sydöstra Buskerud, södra Oppland, Østfold fylke, norra och västra Akershus samt norra Oslo

Dessutom fanns spridd finnbebyggelse och mindre koncentrationer i andra delar av Södermanland, Värmland, Hedmark, Dalarna, Gästrikland, Hälsingland, Jämtland, Medelpad, Ångermanland och Lappland.

## Beskrivningar av Sveriges finnskogar
Carl Axel Gottlund, lektor vid Helsingfors universitet, räknas som en pionjär i beskrivningen av finnskogsområdena i Sverige. I syfte att kartlägga finnskogskulturen företog Gottlund åren 1820−1821 en resa. Gottlund utgav senare en skildring av förhållandena i Grangärde finnmark. 
I en modern kartläggning av finnskogarnas historia ingår Kari Tarkiainens trebandsverk Finnarnas historia i Sverige. 1995 blev finnskogarna i Värmland föremål för en doktorsavhandling. Intresseorganisationen Finnsam utkom 2001 med boken Det skogsfinska kulturarvet.

### Finnskogar i populärkulturen
- Finnskogens folk
- Livet i finnskogarna
- Livet i Finnskogarna (film)
- Ursula – flickan i finnskogarna